# Levy’sche Synagoge Worms

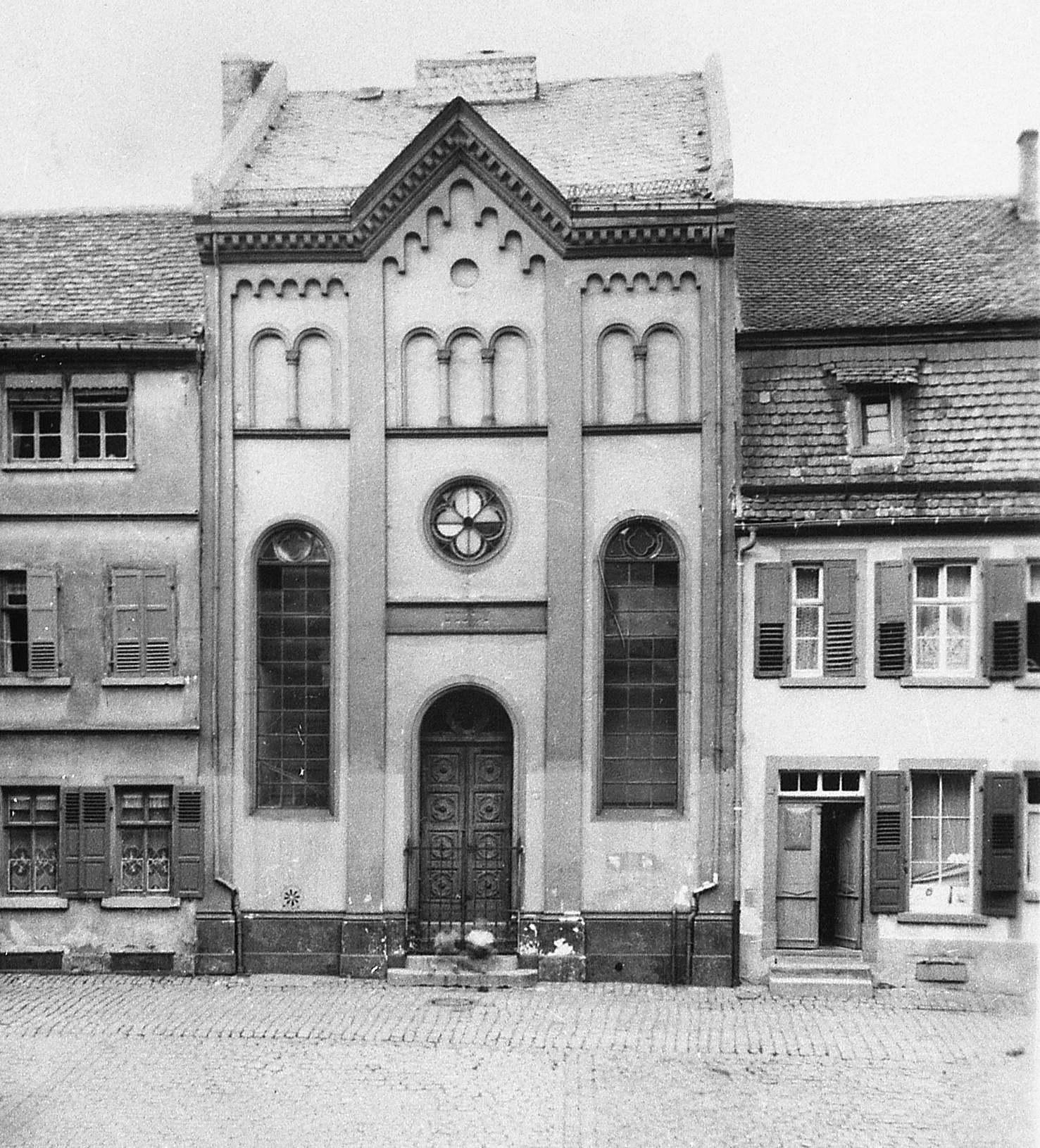
Ansicht der Levy’schen Synagoge von der Judengasse

Die Levy’sche Synagoge (auch: Neue Synagoge) war eine 1875 geweihte und nach ihrem Stifter Leopold Levy benannte Synagoge der Jüdischen Gemeinde Worms. Sie war Ergebnis von Spannungen zwischen konservativen und fortschrittlichen Kreisen in der Gemeinde.

## Vorgeschichte
Von 1824 bis 1864 war der konservative Jakob (Koppel) Bamberger als Rabbiner der jüdischen Gemeinde in Worms tätig. Im Gemeindeleben war aber eine fortschrittliche Fraktion sehr stark. Sie setzte durch, dass die Gemeinde einen Religionslehrer einstellte und ließ die (alte) Synagoge in den 1840er Jahren baulich modernisieren: Die Trennwand zwischen Männer- und Frauensynagoge und die gotische Bima wurden entfernt, letztere in Form einer offenen Plattform ersetzt. Insgesamt aber wurde so über Jahrzehnte das Gleichgewicht in der Gemeinde zwischen einer konservativen Richtung und der fortschrittlichen Richtung, die nach weiter Anpassung an die christlich geprägte Umwelt strebte, gewahrt werden.
Nach Ausscheiden von Rabbiner Bamberger setzte sich die fortschrittliche Richtung in der Gemeinde mit der Wahl fortschrittlicher Rabbiner durch (Dr. Markus Jastrow, 1864–1866, und Dr. Alexander Stein, 1867–1910). Letzterer führte 1877 den Gottesdienst nach reformiertem Ritus mit Orgel ein. Der konservative Flügel der Gemeinde „wehrte“ sich gegen die Neuerungen mit dem Bau einer eigenen Synagoge.

## Gebäude

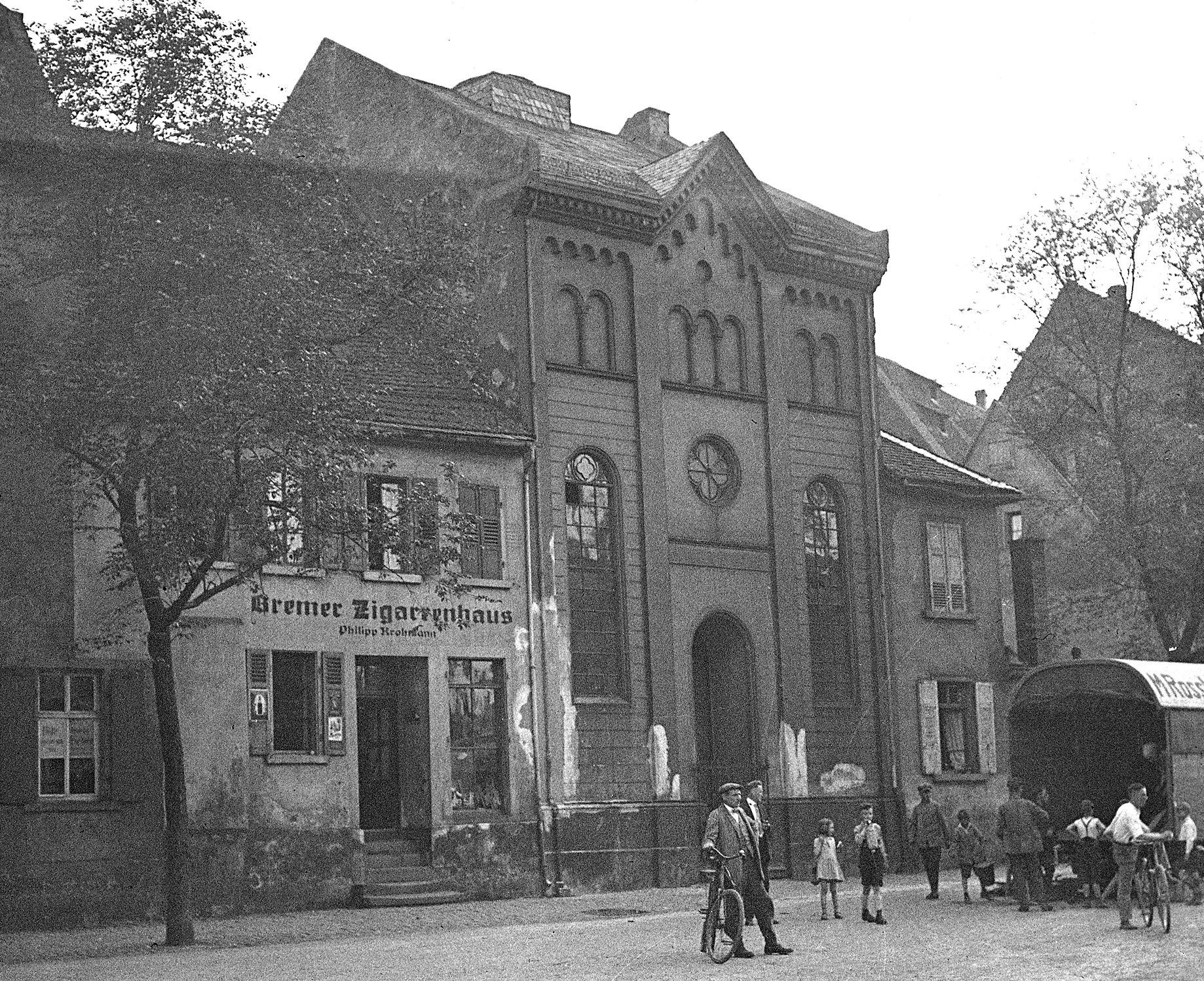
Die Levy’sche Synagoge von der Nordseite

### Geografische Lage
Das Gebäude entstand auf dem Grundstück Judengasse 29, an der Nordseite der Straße, direkt gegenüber dem Haupteingang zur (nun) Alten Synagoge. Das Grundstück und den Bau stiftete Leopold Levy, Kaufmann und Bankier. Er besaß hier ein Lagerhaus für Feldfrüchte.

### Architektur
Der Bau erfolgte ab 1870/71. Das Gebäude wurde in die bestehende Häuserreihe nahtlos eingefügt und in neuromanischem Stil errichtet. Umbau-Entwürfe für die Alte Synagoge aus den 1860er Jahren fanden Verwendung. Die Fassaden der Vorder- und Rückseite waren nahezu identisch gestaltet. Die Synagoge verfügte damit neben dem Eingang in der Judengasse auch über einen zweiten Eingang vom Graben her. Diese Verbindung durchbrach erstmals die Tradition, dass die zentralen Stätten der jüdischen Gemeinde nur von der Judengasse aus zugänglich waren.
Die Fassaden gliederten sich in drei betont vertikale Felder, die von Pilastern gerahmt waren. Im mittleren Feld befand sich das einfache Portal und darüber eine Transparentrosette. Im Innenraum wurde die enorme Höhe des Gebäudes für eine Empore genutzt, die als Galerie ringsum lief. Eine Orgel wurde nicht aufgestellt. Die Frage, ob der Gottesdienst mit oder ohne Orgel stattfinden solle, war eine der Streitfragen, zwischen Konservativen und Fortschrittlichen. Auch sonst wurde auf eine strenge Einrichtung Wert gelegt.

## Geschichte

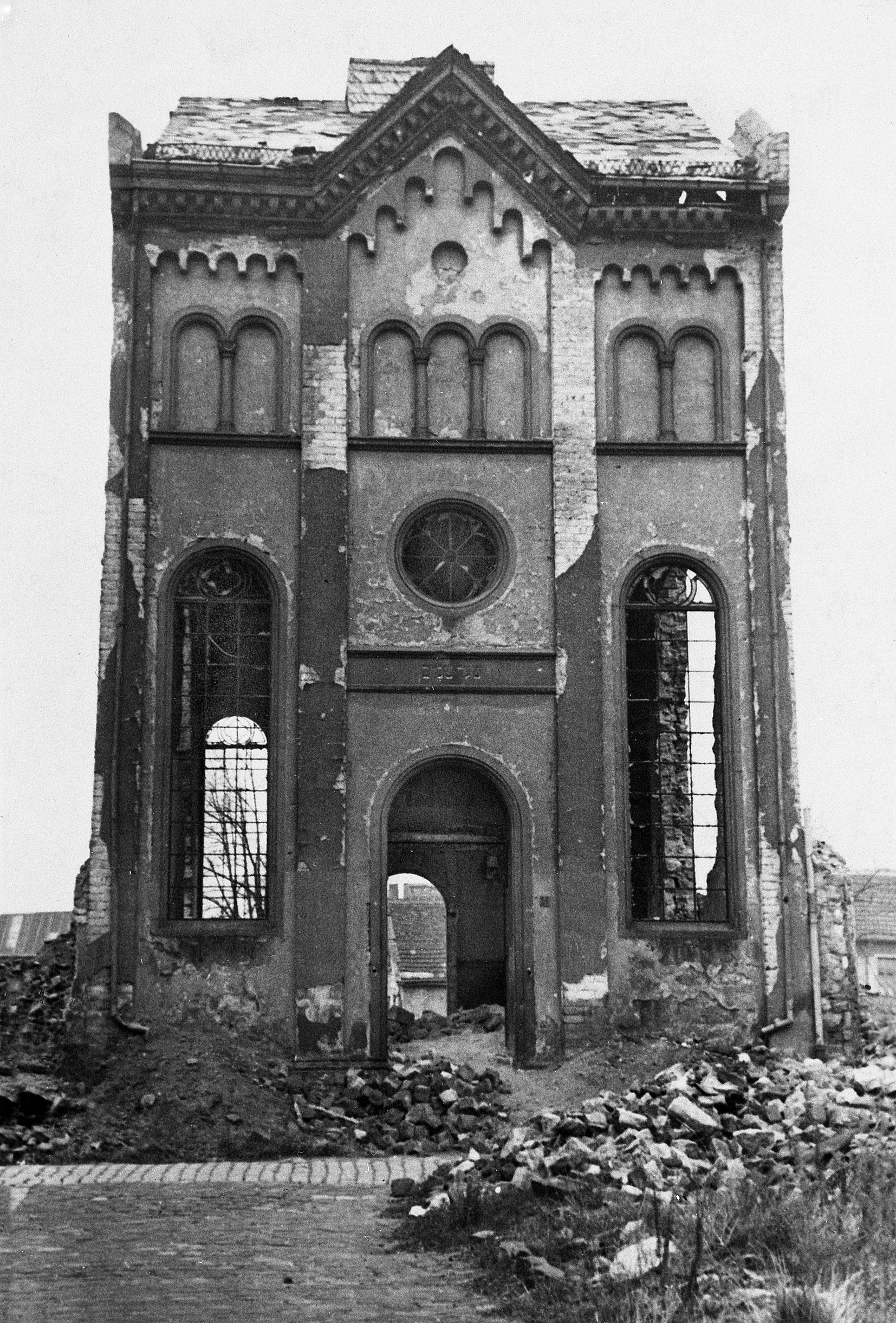
Die Reste der Levy’schen Synagoge nach dem Krieg

Die Levy’sche Synagoge war zwar ein eigenes Gebäude, aber damit wurde keine eigene Gemeinde gegründet. Vielmehr war es eine zweite Gottesdienststätte für den konservativen Teil der Gemeinde.

„Sollte in der Stadt Worms jemals eine Trennung der jüdischen Gemeinde eintreten, so sollte stets die Hauptgemeinde das heisst die Gemeinde, welche im Besitz der übrigen Gemeindeliegenschaften verbleibe, Eigenthümerin der Synagoge bleiben, nie aber die Separatgemeinde dieses werden, da nachdrücklichen Willen, diese Schenkung niemals einer Trennung Vorschub leisten, sondern grade die Einigkeit in der Gemeinde fördern solle.“

In der Gemeindepraxis war die Levy’sche Synagoge Stätte des Werktagsgottesdienstes. Sie ersetzte damit die viel zu kleine Claus-Synagoge, ursprünglich die private Synagoge der Familie Sinsheimer. Die Levy’sche Synagoge wurde im Laufe der Zeit auch gottesdienstlicher Ort einer Reihe verschiedener religiöser Strömungen in der Gemeinde, wobei eine Gruppe polnischer Orthodoxer im Haus Zur Kante (Kanne), Judengasse 18, einen weiteren, eigenen Betraum besaß.
Im Novemberpogrom 1938 wurde die Synagoge zwar verwüstet, aber – im Gegensatz zur Alten Synagoge – nicht in Brand gesteckt. Da sie in eine Häuserreihe eingefügt war, hätte die Brandstiftung hier unweigerlich Nachbargebäude beschädigt. Erst am 21. Februar 1945 wurde sie bei einem Luftangriff beschädigt. Da es nach dem Holocaust in Worms keine jüdische Gemeinde mehr gab, der Aufbauwillen sich auf die mittelalterliche Alte Synagoge konzentrierte und Gebäude des Historismus damals nicht geschätzt waren, wurde die Ruine, die noch bis zum Giebel stand, 1947 abgerissen. Der Stadtarchivar und Denkmalpfleger, Friedrich Maria Illert, am 9. Januar 1947 in einem Schreiben an die französische Militärregierung: „Die neue Synagoge ist ein moderner Bau aus der 2. Hälfte des 19. Jahrhunderts in romanischen Stilformen. …Sie ist baugeschichtlich wertlos. Eine Wiederherstellung ist nicht vorgesehen.“
Das Grundstück ist heute mit einem Wohnhaus bebaut. Es erinnern zwei 1990 gestiftete Gedenktafeln an die Levy’sche Synagoge und die Stifter-Familie.